# Matilla de Arzón
Matilla de Arzón is een gemeente in de Spaanse provincie Zamora in de regio Castilië en León met een oppervlakte van 30,25 km². Matilla de Arzón telt 174 inwoners (1 januari 2016).

## Demografische ontwikkeling
Bron: INE, 1857-2011: volkstellingen